# Водице (община Добреполе)
Вижте пояснителната страница за други значения на Водице.
Водице (на словенски: Vodice) е село в Словения, регион Средна Словения, община Добреполе. Според Националната статистическа служба на Република Словения през 2015 г. селото има 20 жители.